# Кемеровский областной краеведческий музей
Кузбасский государственный краеведческий музей — музей в городе Кемерово. 
Музей основан в 1929 году. Первоначально размещался в здании Дворца культуры города Щегловска. 
С 1932 года после переименования Щегловска называется Кемеровским краеведческим музеем. Во время Великой Отечественной войны экспозиция музея находилась в разных зданиях города Кемерово. После войны коллекция вернулась во дворец труда. 
С 1955 года размещается по адресу Советский проспект, 55. На 30-летний юбилей Победы музей получил дополнительные помещения на Притомской набережной, 1а, где стал располагаться отдел военной истории. Также музею принадлежит помещение по адресу Советский проспект, 51.
В музее хранится одна из крупнейших в России палеонтологических коллекций. Также в музее хранятся подарки Тулееву Аману Гумировичу.

## Структура
- Отдел истории — Советский проспект, 51
- Отдел природы — Советский проспект, 55
- Отдел военной истории — Притомская набережная, 1а

## Руководство
- Феофанова, Ольга Александровна — директор